# William Cotton

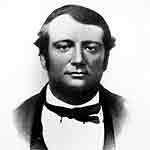
William Cotton (1819-1887)

William Cotton (1819-1887) byl anglický vynálezce textilních strojů.

Výroba punčoch na kotonu (USA 1937)

## Historie
V 50. letech 19. století zkonstruoval Cotton spolu s kolegou Crossem na ručním pletacím zařízení převod, který umožnil pohon s parním strojem. Koncem této dekády přišel s vynálezem automatického nabírání a ubírání šířky pleteniny na plochém pletacím stroji a stal se samostatným výrobcem pletacích strojů.
V 60. letech podal patent na pletací stroj na hotově tvarované díly (fully fashioned). Toto zařízení zvané koton (od jména Cotton) bylo až asi do poloviny 20. století celosvětově nejpoužívanějším strojem k výrobě punčoch.
V 21. století se na strojích konstruovaných na principu Cottonova vynálezu vyrábějí (hlavně vzorované) oděvní pleteniny. 